# Trenčianske Mitice
Trenčianske Mitice (maďarsky Trencsénmitta) jsou obec na Slovensku v okrese Trenčín. Žije v nich 877 obyvatel. První písemná zmínka o vesnici pochází z roku 1269. V okolí vsi se nachází několik pramenů minerálních vod, z nichž část je zachycována a využívána při plnění minerální stolní vody Mitická. Ve vsi stojí kaštel z 19. století a v katastrálním území obce leží přírodní památka Mitická slatina. Obec leží od hlavního města Bratislavy 133 km, krajského města a zároveň okresního města Trenčín 14,8 km, sousedí z pěti obcemi: Neporadza, Mníchova Lehota, Svinná, Soblahov a Trenčianske Jastrabie.